# William Stukeley
William Stukeley nació en 1687, estudió Medicina y en 1718 se convirtió en el primer secretario de la Sociedad de Anticuarios de Londres. Un año más tarde, visitó Stonehenge en Inglaterra y se enamoró de ese lugar.
Stukeley estaba fascinado con los druidas, pero además quería ser uno de ellos. En 1730 cambió de carrera y se lo nombró vicario de todos los Santos en Stamford. Desde ahí, incluyó sus ideas de la filosofía druídica a sus sermones, e incluso comenzó a firmar sus cartas como «Chyndonax, Druida del Monte Haemus».

## Selección de la obra de W. Stukeley
- Stukeley, William (1740). Stonehenge, A Temple Restor'd to the British Druids (en inglés). Consultado el 17 de julio de 2010.
- Stukeley, William (1776). Itinerarium curiosum, or, an account of the antiquities and remarkable curiosities in nature or art, observed in travels through Great Britain, centuria 1 (en inglés). Baker & Leigh. p. 205. Consultado el 14 de marzo de 2020.